# Grand Prix Monako 2003
Grand Prix Monako 2003 – runda Mistrzostw Świata Formuły 1, który odbyła się na Circuit de Monaco w czerwcu 2003 roku.

## Wyniki

### Kwalifikacje
| P  | Nr | Kierowca              | Konstruktor(-silnik) | Opony | Czas     | Odstęp   | Strata   |
| -- | -- | --------------------- | -------------------- | ----- | -------- | -------- | -------- |
| 1  | 4  | Ralf Schumacher       | Williams-BMW         | M     | 1:15.259 | -        | -        |
| 2  | 6  | Kimi Räikkönen        | McLaren-Mercedes     | M     | 1:15.295 | 0:00.036 | 0:00.036 |
| 3  | 3  | Juan Pablo Montoya    | Williams-BMW         | M     | 1:15.415 | 0:00.120 | 0:00.156 |
| 4  | 7  | Jarno Trulli          | Renault              | M     | 1:15.500 | 0:00.085 | 0:00.241 |
| 5  | 1  | Michael Schumacher    | Ferrari              | B     | 1:15.644 | 0:00.144 | 0:00.385 |
| 6  | 5  | David Coulthard       | McLaren-Mercedes     | M     | 1:15.700 | 0:00.056 | 0:00.441 |
| 7  | 2  | Rubens Barrichello    | Ferrari              | B     | 1:15.820 | 0:00.120 | 0:00.561 |
| 8  | 8  | Fernando Alonso       | Renault              | M     | 1:15.884 | 0:00.064 | 0:00.625 |
| 9  | 14 | Mark Webber           | Jaguar-Cosworth      | M     | 1:16.237 | 0:00.353 | 0:00.978 |
| 10 | 21 | Cristiano da Matta    | Toyota               | M     | 1:16.744 | 0:00.507 | 0:01.485 |
| 11 | 16 | Jacques Villeneuve    | BAR-Honda            | B     | 1:16.755 | 0:00.011 | 0:01.496 |
| 12 | 11 | Giancarlo Fisichella  | Jordan-Ford          | B     | 1:16.967 | 0:00.212 | 0:01.708 |
| 13 | 15 | Antônio Pizzonia      | Jaguar-Cosworth      | M     | 1:17.103 | 0:00.136 | 0:01.844 |
| 14 | 9  | Nick Heidfeld         | Sauber-Petronas      | B     | 1:17.176 | 0:00.073 | 0:01.917 |
| 15 | 10 | Heinz-Harald Frentzen | Sauber-Petronas      | B     | 1:17.402 | 0:00.226 | 0:02.143 |
| 16 | 12 | Ralph Firman          | Jordan-Ford          | B     | 1:17.452 | 0:00.050 | 0:02.193 |
| 17 | 20 | Olivier Panis         | Toyota               | M     | 1:17.464 | 0:00.012 | 0:02.205 |
| 18 | 19 | Jos Verstappen        | Minardi-Cosworth     | B     | 1:18.706 | 0:01.242 | 0:03.447 |
| 19 | 18 | Justin Wilson         | Minardi-Cosworth     | B     | 1:20.063 | 0:01.357 | 0:04.804 |
| 20 | 17 | Jenson Button         | BAR-Honda            | B     | -        | -        | -        |
| P  | Nr | Kierowca              | Konstruktor(-silnik) | Opony | Czas     | Odstęp   | Strata   |

### Wyścig
| P                 | + / –     | Nr | Kierowca              | Konstruktor      | Opony | Okr. | Czas / Strata | Komentarz       |
| ----------------- | --------- | -- | --------------------- | ---------------- | ----- | ---- | ------------- | --------------- |
| 1                 | 2         | 3  | Juan Pablo Montoya    | Williams-BMW     | M     | 78   | 1h42:19.010   |                 |
| 2                 | Bez zmian | 6  | Kimi Räikkönen        | McLaren-Mercedes | M     | 78   | +0:00.602     |                 |
| 3                 | 2         | 1  | Michael Schumacher    | Ferrari          | B     | 78   | +0:01.720     |                 |
| 4                 | 3         | 4  | Ralf Schumacher       | Williams-BMW     | M     | 78   | +0:28.518     |                 |
| 5                 | 3         | 8  | Fernando Alonso       | Renault          | M     | 78   | +0:36.251     |                 |
| 6                 | 2         | 7  | Jarno Trulli          | Renault          | M     | 78   | +0:40.972     |                 |
| 7                 | 1         | 5  | David Coulthard       | McLaren-Mercedes | M     | 78   | +0:41.227     |                 |
| 8                 | 1         | 2  | Rubens Barrichello    | Ferrari          | B     | 78   | +0:53.266     |                 |
| 9                 | 1         | 21 | Cristiano da Matta    | Toyota           | M     | 77   | +1 okr.       |                 |
| 10                | 2         | 11 | Giancarlo Fisichella  | Jordan-Ford      | B     | 77   | +1 okr.       |                 |
| 11                | 3         | 9  | Nick Heidfeld         | Sauber-Petronas  | B     | 76   | +2 okr.       |                 |
| 12                | 4         | 12 | Ralph Firman          | Jordan-Ford      | B     | 76   | +2 okr.       |                 |
| 13                | 4         | 20 | Olivier Panis         | Toyota           | M     | 74   | +4 okr.       |                 |
| Niesklasyfikowani |           |    |                       |                  |       |      |               |                 |
|                   |           | 16 | Jacques Villeneuve    | BAR-Honda        | B     | 63   |               | silnik          |
|                   |           | 18 | Justin Wilson         | Minardi-Cosworth | B     | 29   |               | układ paliwowy  |
|                   |           | 19 | Jos Verstappen        | Minardi-Cosworth | B     | 28   |               | układ paliwowy  |
|                   |           | 14 | Mark Webber           | Jaguar-Cosworth  | M     | 16   |               | hydraulika      |
|                   |           | 15 | Antônio Pizzonia      | Jaguar-Cosworth  | M     | 10   |               | elektryka       |
|                   |           | 10 | Heinz-Harald Frentzen | Sauber-Petronas  | B     | 0    |               | wypadek         |
|                   |           | 17 | Jenson Button         | BAR-Honda        | B     | 0    |               | nie wystartował |
| P                 | + / –     | Nr | Kierowca              | Konstruktor      | Opony | Okr. | Czas / Strata | Komentarz       |

### Najszybsze okrążenie
| Nr | Kierowca       | Konstruktor      | Opony | Czas     | Okr. |
| -- | -------------- | ---------------- | ----- | -------- | ---- |
| 6  | Kimi Räikkönen | McLaren-Mercedes | M     | 1:14.545 | 49   |

## Klasyfikacja po wyścigu

### Kierowcy
| P  | +/− | Kierowca              | Starty | Punkty | P1 | P2 | P3 | PP | NO | NS |
| -- | --- | --------------------- | ------ | ------ | -- | -- | -- | -- | -- | -- |
| 1  | 0   | Kimi Räikkönen        | 7      | 48     | 1  | 4  | 1  | -  | 2  | 1  |
| 2  | 0   | Michael Schumacher    | 7      | 44     | 3  | -  | 1  | 4  | 3  | 1  |
| 3  | +1  | Fernando Alonso       | 7      | 29     | -  | 1  | 2  | 1  | -  | 1  |
| 4  | −1  | Rubens Barrichello    | 7      | 27     | -  | 2  | 2  | 1  | 2  | 2  |
| 5  | +2  | Juan Pablo Montoya    | 7      | 25     | 1  | 1  | -  | -  | -  | 2  |
| 6  | −1  | David Coulthard       | 7      | 25     | 1  | -  | -  | -  | -  | 2  |
| 7  | −1  | Ralf Schumacher       | 7      | 25     | -  | -  | -  | 1  | -  | -  |
| 8  | +1  | Jarno Trulli          | 7      | 13     | -  | -  | -  | -  | -  | 1  |
| 9  | −1  | Giancarlo Fisichella  | 7      | 10     | 1  | -  | -  | -  | -  | 3  |
| 10 | 0   | Jenson Button         | 6      | 8      | -  | -  | -  | -  | -  | 1  |
| 11 | 0   | Heinz-Harald Frentzen | 7      | 7      | -  | -  | -  | -  | -  | 3  |
| 12 | 0   | Mark Webber           | 7      | 4      | -  | -  | -  | -  | -  | 4  |
| 13 | +1  | Cristiano da Matta    | 7      | 3      | -  | -  | -  | -  | -  | 1  |
| 14 | −1  | Jacques Villeneuve    | 7      | 3      | -  | -  | -  | -  | -  | 4  |
| 15 | 0   | Nick Heidfeld         | 7      | 1      | -  | -  | -  | -  | -  | 3  |
| 16 | 0   | Ralph Firman          | 7      | 1      | -  | -  | -  | -  | -  | 3  |
| 17 | +1  | Olivier Panis         | 7      | 0      | -  | -  | -  | -  | -  | 5  |
| 18 | −1  | Antônio Pizzonia      | 7      | 0      | -  | -  | -  | -  | -  | 5  |
| 19 | 0   | Jos Verstappen        | 7      | 0      | -  | -  | -  | -  | -  | 4  |
| 20 | 0   | Justin Wilson         | 7      | 0      | -  | -  | -  | -  | -  | 5  |
| P  | +/− | Kierowca              | Starty | Punkty | P1 | P2 | P3 | PP | NO | NS |

### Konstruktorzy
| P  | +/− | Konstruktor      | Starty | Punkty | P1 | P2 | P3 | PP | NO | NS |
| -- | --- | ---------------- | ------ | ------ | -- | -- | -- | -- | -- | -- |
| 1  | +1  | McLaren-Mercedes | 14     | 73     | 2  | 4  | 1  | -  | 2  | 3  |
| 2  | −1  | Ferrari          | 14     | 71     | 3  | 1  | 4  | 5  | 5  | 3  |
| 3  | 0   | Williams-BMW     | 14     | 50     | 2  | -  | -  | 1  | -  | 2  |
| 4  | 0   | Renault          | 14     | 42     | -  | 1  | 2  | 1  | -  | 2  |
| 5  | 0   | Jordan-Ford      | 14     | 11     | 1  | -  | -  | -  | -  | 6  |
| 6  | 0   | BAR-Honda        | 13     | 11     | -  | -  | -  | -  | -  | 5  |
| 7  | 0   | Sauber-Petronas  | 14     | 8      | -  | -  | -  | -  | -  | 6  |
| 8  | 0   | Jaguar-Cosworth  | 14     | 4      | -  | -  | -  | -  | -  | 8  |
| 9  | 0   | Toyota           | 14     | 3      | -  | -  | -  | -  | -  | 6  |
| 10 | 0   | Minardi-Cosworth | 14     | 0      | -  | -  | -  | -  | -  | 9  |
| P  | +/− | Konstruktor      | Starty | Punkty | P1 | P2 | P3 | PP | NO | NS |